# Jean-Baptiste Peytavin
Pour les articles homonymes, voir Peytavin.
Jean-Baptiste Peytavin (Chambéry, 9 novembre 1767 - idem 23 février 1855) est un peintre d'histoire et de compositions religieuses, très bien représenté dans le musée des beaux-arts de sa ville natale. Il avait été élève de David qui le choisit pour donner des leçons de dessin auprès de la famille impériale.

## Biographie
Ce peintre éclectique fut reçu membre de l'Académie des sciences, belles-lettres et arts de Savoie le 23 janvier 1841 et s'intéressa également aux sciences. Dans ce champ de curiosité parallèle, il publia une Nouvelle théorie de l'électricité relative aux corps organisés, suivi d'un appendice sur le somnambulisme magnétique (1826), puis un Essai sur les constitutions physiques des fluides électrique et magnétique (1830).
Il était le fils de Joseph Peytavin et de Jeanne Delabaye et le frère aîné du peintre Victor Peytavin. Son grand-père maternel Claude Delabaye, lui-même peintre amateur de paysages et de fleurs, avait été l'ami du peintre Jean-François Bérengier.
Il est élu le 23 juillet 1841 à l'Académie des sciences, belles-lettres et arts de Savoie, avec pour titre académique Agrégé.
Jean Aubert, en 1982 dans une très bonne présentation de l'œuvre de Peytavin (voir Bibliographie), fait remarquer que Peytavin, semble avoir un problème vis-à-vis de la maternité qu'il sublime, sans doute, en évoquant :
- Soit le destin tragique de jeunes filles : Le Supplice d'une vestale, Les sept Athéniennes livrées au Minotaure.
- Soit le Massacre des Innocents, traité deux fois.

L'enmurement est aussi un de ses thèmes favoris : Le Supplice d'une vestale, Un homme et une femme réfugiés dans un souterrain pour se soustraire aux fureurs de la guerre, Les sept Athéniennes livrées au Minotaure.

## Envois aux Salons
- 1800, no 306, Phryné accusée d'un crime capital.
- 1801, no 266, Le Supplice d'une vestale.

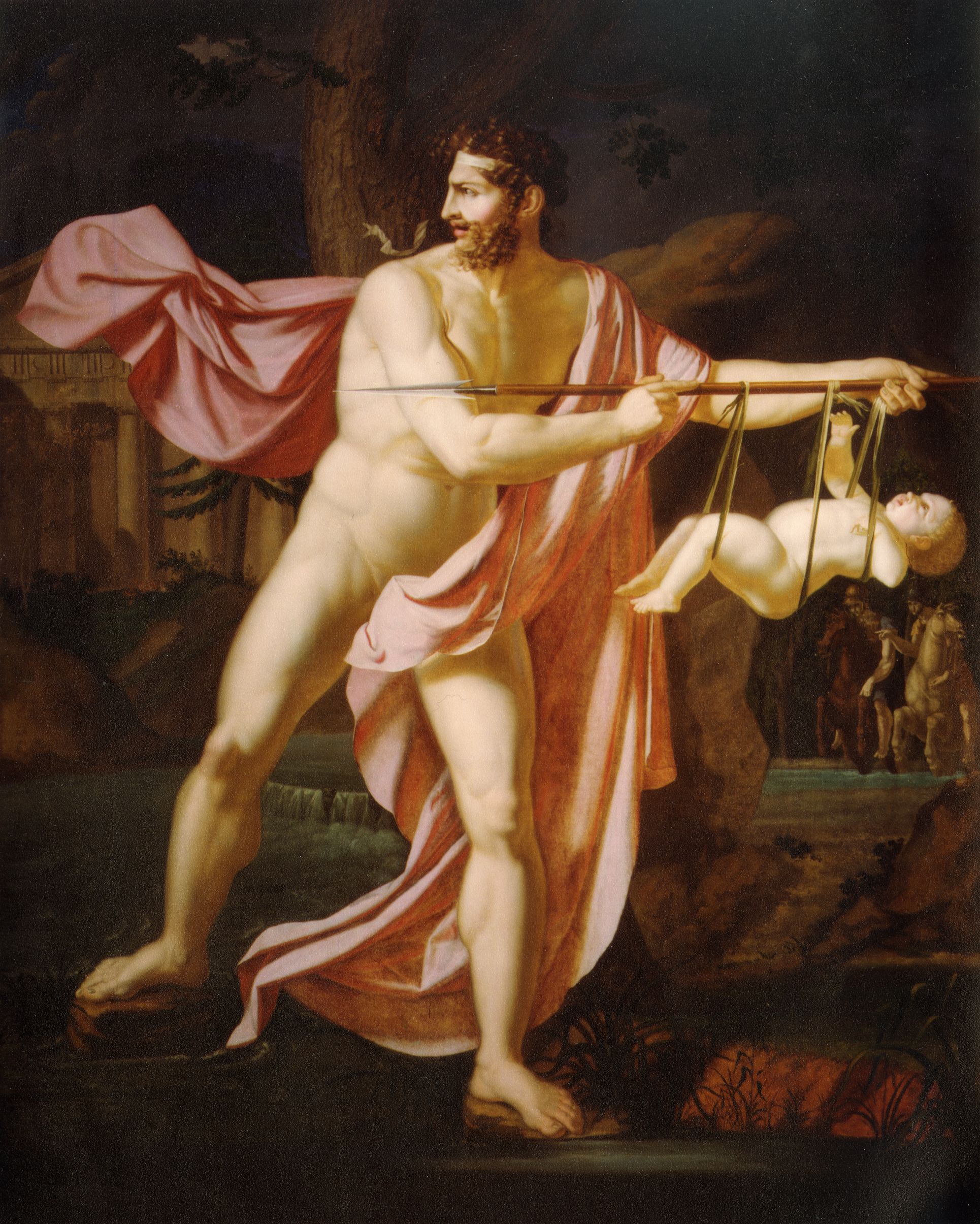
Métabus poursuivi, suspend sa fille à un javelot et la lance au-delà du fleuve, 1808, Paris, Collection privée.

- 1802, no 233, Les sept Athéniennes livrées au Minotaure.
- 1804, no 367, Sacrifice extraordinaire des Romains.
- 1806, no 420, Polyxène.
- 1808, no 471, Métabus poursuivi, suspend sa fille à un javelot et la lance au-delà du fleuve. (Ce sujet est tiré de L'Énéide).
- 1810, no 649, Vieille devineresse, peinture sur porcelaine.
- 1814,
  - no 751, Un homme et une femme réfugiés dans un souterrain pour se soustraire aux fureurs de la guerre,
  - no 752, Épisode du massacre de Innocents.

## Œuvres conservées  dans les musées et monument public

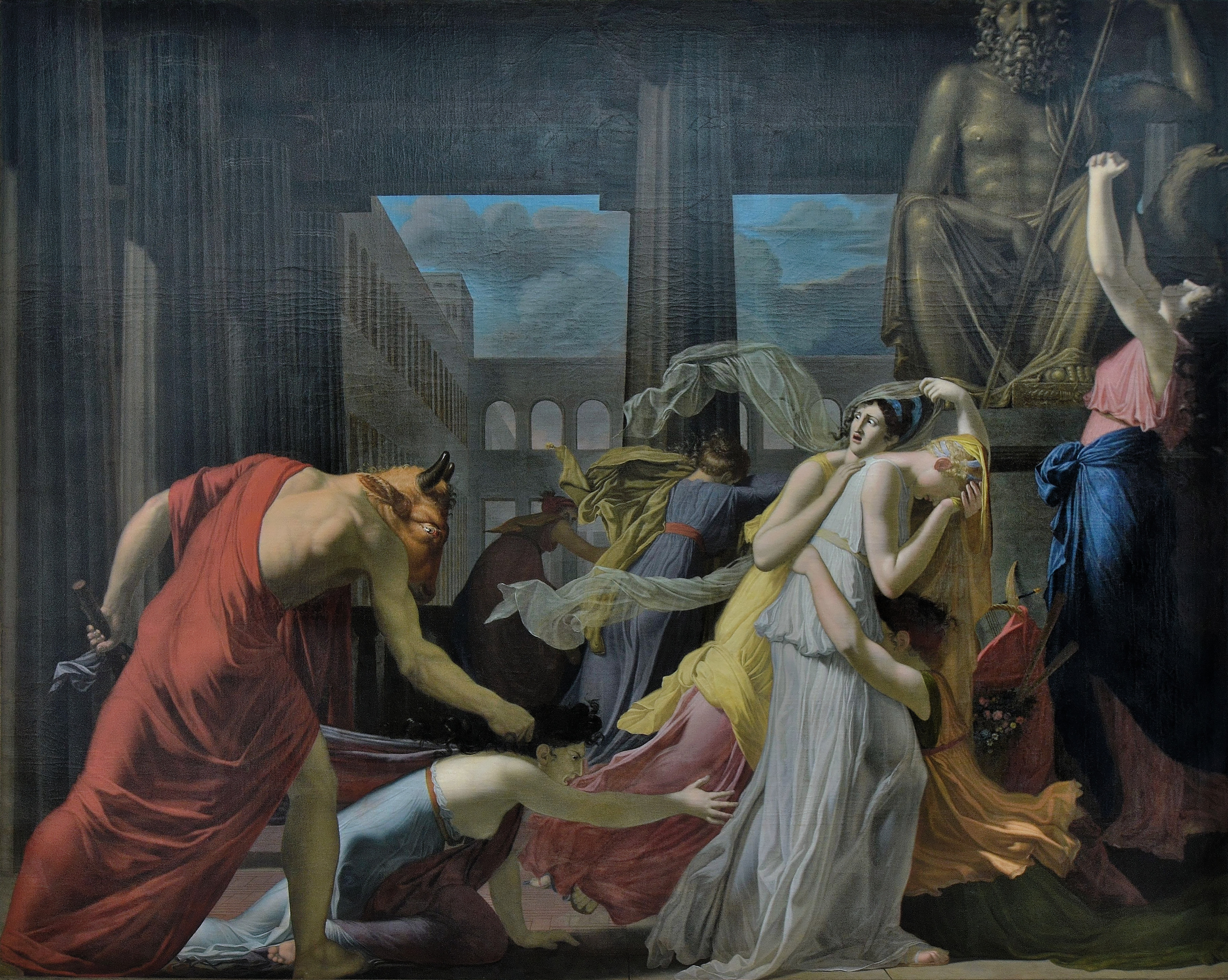
Les Sept Athéniennes livrées au Minotaure, 1802, musée des Beaux-Arts de Chambéry

Au Musée des Beaux-Arts de  Chambéry :
- Portrait de Jean-Jacques Rousseau, 1795 ?
- Scène militaire (prise d'une forteresse).
- Le Supplice, d'une vestale Salon de 1801, gravé par Charles Pierre Joseph Normand (1765-1840) pour les Annales du Salon de  Charles Paul Landon.
- Les sept Athéniennes livrées au minotaure.
- Un Sacrifice humain chez les Gaulois.
- Sainte Catherine.
- Le Massacre des Innocents.
- Le Massacre des Innocents, esquisse.
- Costumes régionaux, (une centaine d'aquarelles)

À Chambéry, Musée savoisien :
dessins
À Chambéry, Église Notre-Dame :
- La Vierge du Rosaire, huile sur toile, 345 par 188, 1830.

À Nantes Musée Dobré, Phryné devant l'aréopage.

## Explication de Charles Paul Landon pour le tableau exposé en 1801
« Deux lois essentielles étaient imposées aux prêtresses de Vesta, l’entretien du feu sacré, et la virginité. Celle qui par négligence avait laissé éteindre le feu sacré, était punie du fouet, et recevait ce châtiment des mains du grand-prêtre. Mais la cérémonie se faisait dans un lieu obscur et la vestale était voilée.
Celles qui avaient violé la virginité recevaient la peine capitale. Numa les condamna à être lapidées. Une loi postérieure ordonna qu’elles eussent la tête tranchée ; et l’on croit que Tarquin l'Ancien établit l’usage de les enterrer toutes vives ; du moins c’est sous son règne que ce supplice fut employé pour la première fois. Cette loi terrible eut quelquefois des exceptions. Deux sœurs, convaincues d’inceste, obtinrent de Domitien la liberté de choisir un autre genre de mort. Une autre fut condamnée à être précipitée du haut d’un rocher ; elle tomba sans se faire aucun mal : on eut la cruauté de faire recommencer l’exécution.
Les vestales étaient quelquefois appliquées à la torture ; et lorsque la preuve de leur crime paraissait suffisamment établie, on recueillait les voix avant de prononcer le jugement.
Le jour marqué pour le supplice, le chef de la religion suivi des pontifes, se rendait au temple de la déesse ; il y dépouillait lui-même la coupable de ses ornements, et la dégradait de sa dignité.
Après l’avoir liée avec des cordes, on la faisait monter dans une litière exactement fermée, afin que ses cris ne puissent être entendus, et on la conduisait au lieu du supplice. Les amis de la prêtresse avaient la permission de la suivre. Cette marche se faisait en silence et avec lenteur. Ce jour était regardé par le peuple comme néfaste, et l’on évitait de se trouver sur le chemin où devait passer ce cortège funèbre.
Arrivée à la Porte-Colline, sur le tombeau, la vestale était livrée aux exécuteurs. Ce tombeau était une espèce de petite cellule, creusée en voûte à une certaine profondeur, et dont la forme était celle d’un carré long : on y faisait descendre la coupable par le moyen d’une échelle, et après l’avoir assise sur un petit lit, près duquel était une table, une lampe allumée, une légère provision d’huile, de pain, de lait et d’eau, on fermait l’ouverture de la fosse, et on la comblait avec de la terre.
Tel était l’appareil de ces terribles exécutions ; et l’auteur du tableau s’est conformé aux descriptions qu’en ont données divers auteurs.
Cette composition d’un peintre qui depuis une année seulement, a débuté dans la carrière des arts, a été remarquée avec intérêt, et ne laisse aucun doute sur les progrès de son talent. »

— Landon, Les Annales du musée, Salon de 1801, tome, I, page 95-96.

## Vaudeville rédigé par un critique anonyme pour le tableau exposé en 1801
« PEYTAVIN (Jean-Baptiste), Élève du Cit. David.
266. Le supplice d'une vestale.
Tableau d'une grande vérité pour les expressions et les bons effets, tableau digne d'un des bons élèves de David.
Air : Ce fut par la faute du sort.

Oh ! quelle magnifique horreur !

Quel pinceau savant et sublime !

Comment a pu faire l'auteur,

Pour si bien peindre la victime !

J'écoute en vain les discoureurs,

Je ne vois qu'essuyer des larmes,

Et les plus sévères censeurs.

Au silence trouvent des charmes.
— Anonyme, L'Observateur au  muséum ou La critique des tableaux en vaudeville, vers 1802, p. 9. »